# Tragedia femenina

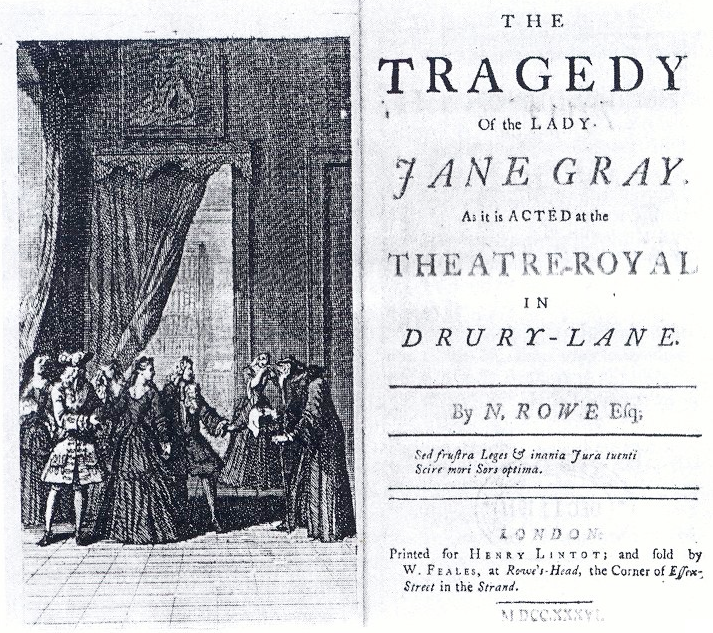
Edición de 1736 de la Tragedia de Lady Jane Gray por Nicholas Rowe

El término inglés she-tragedy, que puede traducirse como tragedia femenina, se refiere a una serie de obras que estaban de moda a finales del siglo XVII y principios del XVIII. Fue acuñado por el dramaturgo Nicholas Rowe en 1714. Eras obras de teatro trágicas que se centraban en los sufrimientos de una mujer inocente y virtuosa. Entre las tragedias femeninas destacadas pueden citarse: La huérfana (1680) de Thomas Otway, El infeliz favorito o El conde de Essex (1981) y La virtud traicionada, o Ana Bolena (1682), ambos de John Banks, El matrimonio fatal (1694) de Thomas Southerne y La bella penitentet (1703) y Lady Jane Grey (1715) de Rowe. 
Cuando el teatro inglés renació en 1660 con la reapertura de los teatros de la Restauración inglesa, el estilo trágico predominante fue el drama heroico masculino, que elogiaba a los héroes masculino poderosos y agresivos, y su búsqueda de la gloria, como gobernantes y conquistadores, así como amantes. En las décadas de los años 1670 y 1680, tuvo lugar un cambio gradual de la tragedia heroica a la patética, en la que el tema central era el amor y los asuntos domésticos, aun cuando los principales personajes fueran figuras públicas. Después del extraordinario éxito de Elizabeth Barry al llevar al público a las lágrimas en el papel de Monimia en la obra de Otway The Orphan, la tragedia femenina se convirtió en la forma dominante de la tragedia patética y siguió siendo muy popular durante casi medio siglo.
El nuevo foco sobre las mujeres en la tragedia puede asociarse con una creciente desilusión política con la vieja ideología aristocrática y sus ideales masculinos tradicionales (véase Staves). Otra posible explicación para el gran interés que despertó la tragedia femenina es la popularidad de María II, quien a menudo gobernó sola durante los años 1690 mientras su marido Guillermo III estaba en el Continente, y la publicación del periódico El espectador (1711), dirigido también a las mujeres. Elizabeth Howe ha señalado que la explicación más importante en el cambio de gustos es la emergencia de actrices trágicas cuya popularidad hacía inevitable que los dramaturgos crearan papeles principales para ellas. Con la conjunción del dramaturgo "maestro del pathos" Thomas Otway y la gran trágica Elizabeth Barry en The Orphan, el foco se trasladó con decisión del héroe a la heroína.